# Giuseppe Appiani (peintre)
Ne pas confondre avec le peintre italien Giuseppe Ignazio Appiani (1706-1785).
Pour les articles homonymes, voir Giuseppe Appiani et Appiani (homonymie).
Giuseppe Appiani (Vaprio d'Adda, 1740 ou 1754 — Milan, 1812) est un peintre et restaurateur de tableaux italien.

## Biographie
Giuseppe Appiani naît en 1740 ou 1754 à Vaprio d'Adda, près de Milan, en Italie, un village connu pour y avoir vu fréquemment séjourner Léonard de Vinci,.
Ses parents l'emmènent à un très jeune âge à Monza pour qu'il étudie la littérature dans les écoles publiques, ainsi que la peinture auprès d'un certain Giovanni Maria Garibaldi. Celui-ci n'étant finalement que peu disponible pour Appiani, le jeune apprenti part à Milan à l'âge de 20 ans pour fréquenter l'école du peintre de Giorgi, très estimé à l'époque, puis auprès de Giuliano Traballesi.
Giuseppe Appiani peint des fresques et des peintures à l'huile, qui laissent entrevoir un talent prometteur. Il est finalement initié à la restauration de tableaux anciens, et y consacre toute sa carrière.
Appiani devient ainsi un expert pour reconnaître le style et la manière des peintres, en particulier ceux de Lombardie.
Giuseppe Appiani meurt à Milan en 1812, à l'âge de 72 ans,.